# 路朝陽
路朝陽（？—17世紀），字于葵，南直隸常州府宜興縣人，明朝政治人物。

## 生平
路朝陽是崇禎九年（1636年）丙子科應天鄉試舉人，十三年（1640年）會試第二、三場兼考武經、書算、騎射，他都能名列前茅，稱為全才，成進士後官至南京戶部主事，不久去世，士人都為他惋惜。

## 家族
曾祖路雲龍，萬曆八年庚辰進士，官江西布政司参政。